# Modżtame-je Meskuni wa Karchane Perufil-e Sepahan
Modżtame-je Meskuni wa Karchane Perufil-e Sepahan – miejscowość w Iranie, w ostanie Isfahan. W 2006 roku miejscowość liczyła 36 mieszkańców w 11 rodzinach.